# Acacia aprepta
Acacia aprepta — вид квіткових рослин з родини бобових, що зростає в Австралії: пд.-сх. Квінсленд. Цей вид акації росте в заростях або щільних популяціях у західних частинах Дарлінг-Даунз і навколо Мараноа, де він росте на неглибоких гравійних або суглинистих піщаних ґрунтах, часто поверх пісковику. Це розлоге дерево з бороздчастою корою, лінійними плоскими або злегка вигнутими філодіями, до 3 колосків жовтих квіток і з лінійними стручками до 60 мм завдовжки.

## Морфологічний опис
Acacia aprepta — це розлоге дерево, яке зазвичай досягає висоти до 10 м і має темну борозенчасту кору. Його філодії лінійні, плоскі або злегка вигнуті, 35–85 × 3–8 мм, шкірясті, оливково-зелені. Квітки жовтого кольору зібрані в пазухах філодіїв. Цвітіння переважно відбувається з жовтня по січень. Стручки світло-коричневі, лінійні або дуже вузько-видовжені та підняті над насінням, 25–60 × 5–10 мм. Насіння темно-коричневе, 2.3–3.5 мм завдовжки.